# Кормеј (Оаза)
Кормеј (фр. Cormeilles) насеље је и општина у североисточној Француској у региону Пикардија, у департману Оаза која припада префектури Бове.
По подацима из 2011. године у општини је живело 383 становника, а густина насељености је износила 53,12 становника/km². Општина се простире на површини од 7,21 km². Налази се на средњој надморској висини од 179 метара (максималној 181 m, а минималној 117 m).

## Демографија
| 1962. | 1968. | 1975. | 1982. | 1990. | 1999. | 2011. |
| ----- | ----- | ----- | ----- | ----- | ----- | ----- |
| 139   | 181   | 253   | 217   | 257   | 286   | 383   |

График промене броја становника у току последњих година